# Línea 183 (Interurbanos Madrid)

Esquema de dársenas del intercambiador subterráneo de Plaza de Castilla

La línea 183 de la red de autobuses interurbanos de Madrid une la terminal subterránea de autobuses del Intercambiador de Plaza de Castilla con Algete pasando por Cobeña.

## Características
Esta línea une Madrid con Cobeña en aproximadamente 40 min y con Algete en 50 min.
Hasta finales del 2004, la línea se denominaba 183 Madrid (Plaza Castilla) - Algete - Cobeña - Barajas, con su cabecera estándar en Cobeña y solo algunas expediciones continuaban a Barajas. Tras finales del 2004 la línea se pasó a denominar 183 Madrid (Plaza Castilla) - Cobeña siendo las expediciones que continuaban a Barajas absorbidas en la recién creada línea 263 Madrid (Barajas) - Cobeña - Algete.
Hasta mediados del 2008, esta línea pasaba primero por Algete y tenía su cabecera en Cobeña, siendo su denominación línea 183 Madrid (Plaza Castilla) - Cobeña, quedando todas las expediciones de la línea 183 con cabecera en Cobeña y cambiando su denominación a la actual 183 Madrid (Plaza Castilla) - Cobeña - Algete.
Dado que Cobeña se veía perjudicada por el paso de las expediciones por Algete en cuanto al tiempo de recorrido hasta Madrid, se cambió el orden de paso y la cabecera, de modo que, si bien ahora tarda más entre Madrid y Algete, Cobeña sale ganando en tiempo de recorrido y Algete dispone de las expediciones de las líneas 181 y 182 para llegar a Madrid en menos tiempo.
El recorrido normal circula por la A-1 sin entrar dentro del casco urbano de Alcobendas ni San Sebastián de los Reyes, realizando paradas en la vía de servicio de la A-1 antes de tomar la A-1 y circular hasta la salida 20 y realizar una parada en el Hospital Infanta Sofía y el Centro Comercial Alegra, para luego continuar por la N-1. Existen algunas expediciones que sí circulan por los cascos urbanos de Alcobendas y San Sebastián de los Reyes, haciéndolo por la avenida Olímpica y el paseo de Europa a la ida, y el paseo de Europa y el bulevar de Salvador Allende a la vuelta. Algunas expediciones prolongan su recorrido dando servicio a la urbanización Monte Tesoro en Algete, o comienzan/terminan su recorrido en el Intercambiador de Plaza de Castilla en superficie.
La línea sirve de complemento a las ya existentes que comunican el Intercambiador de Plaza de Castilla con Algete: la 181, 182 y 185. Además de la línea 180 que sirve para comunicar Algete con la estación de Cercanías de Alcobendas-S.S. Reyes de la línea C-4a o el Metro de Madrid con la estación Hospital Infanta Sofía de la línea 10. Estas líneas no circulan por el interior de los cascos urbanos de Alcobendas ni San Sebastián de los Reyes, solo la línea 180.
También la línea se complementa con la línea 185 para comunicar el Intercambiador de Plaza de Castilla con Cobeña.
Siguiendo la numeración de líneas del CRTM, las líneas que circulan por el corredor 1 son aquellas que dan servicio a los municipios situados en torno a la A-1 y comienzan con un 1. Aquellas numeradas dentro de la decena 180 corresponden a aquellas que circulan por Algete.
La línea no mantiene los mismos horarios todo el año, desde el 16 de julio al 31 de agosto se reducen el número de expediciones los días laborables entre semana (sábados laborables, domingos y festivos tienen los mismos horarios todo el año), además de los días excepcionales vísperas de festivo y festivos de Navidad en los que los horarios también cambian y se reducen.
Está operada por la empresa Interbus mediante la concesión administrativa VCM-101 - Madrid - Alcobendas - Algete - Tamajón (Viajeros Comunidad de Madrid) del Consorcio Regional de Transportes de Madrid.

### Sublíneas
Aquí se recogen todas las distintas sublíneas que ha tenido la línea 183, incluyendo aquellas dadas de baja. La denominación de sublíneas que utiliza el CRTM es la siguiente:
- Número de línea (183)
- Sentido de circulación (1 ida, 2 vuelta)
- Número de sublínea

Por ejemplo, la sublínea 183104 corresponde a la línea 183, sentido 1 (ida) y el número 04 de numeración de sublíneas creadas hasta la fecha.
Las sublíneas marcadas en negrita corresponden a sublíneas que actualmente se encuentran dadas de baja o se desconoce su ruta y denominación. Las sublíneas desconocidas podrían pertenecer a las expediciones mencionadas anteriormente: Madrid - Cobeña - Barajas y viceversa, y Madrid superficie - Cobeña - Barajas. Esas expediciones están actualmente dadas de baja y se desconocen más detalles sobre ellas.
| Ida    | Ruta        | Itinerario                                          | Vuelta | Ruta                            | Itinerario                                          |
| 183101 | -           | Madrid - Cobeña - Algete                            | 183201 | -                               | Algete - Cobeña - Madrid                            |
| 183102 | m           | Madrid - Cobeña - Algete, por Urb. Monte Tesoro     | 183202 | No existe la ruta "m" de vuelta | No existe la ruta "m" de vuelta                     |
| 183103 | Desconocido | Desconocido                                         | 183203 | Desconocido                     | Desconocido                                         |
| 183104 | sa          | Madrid superficie - Cobeña - Algete, por Alcobendas | 183204 | sa                              | Algete - Cobeña - Madrid superficie, por Alcobendas |
| 183105 | Desconocido | Desconocido                                         | 183205 | Desconocido                     | Desconocido                                         |

## Horarios

### 1 septiembre - 15 julio
| Lunes a viernes laborables              | Lunes a viernes laborables | Sábados laborables, domingos y festivos | Sábados laborables, domingos y festivos |
| Madrid > Cobeña > Algete                | Algete > Cobeña > Madrid   | Madrid > Cobeña > Algete                | Algete > Cobeña > Madrid                |
| 06:10                                   | 07:15                      | 08:10                                   | 07:20                                   |
| 07:30                                   | 08:35                      | 10:10                                   | 09:20                                   |
| 08:50                                   | 09:55                      | 12:10                                   | 11:20                                   |
| 10:10                                   | 11:15                      | 14:10                                   | 13:20                                   |
| 12:10                                   | 13:15                      | 16:10                                   | 15:20                                   |
| 14:10                                   | 15:15                      | 18:10                                   | 17:20                                   |
| 15:30                                   | 16:35                      | 20:10                                   | 19:20                                   |
| 16:50                                   | 17:55                      | 23:00                                   | 21:20                                   |
| 18:10                                   | 19:15                      |                                         | 23:40                                   |
| 19:30                                   | 20:35                      | Noches de sábados laborables            | Noches de sábados laborables            |
| 21:10                                   | 22:15                      | 02:00                                   | 02:40                                   |
| 23:00                                   | 00:00                      |                                         |                                         |
| Noches de viernes y vísperas de festivo |                            |                                         |                                         |
| 02:00                                   | 02:40                      |                                         |                                         |

### 16 julio - 31 agosto
| Lunes a viernes laborables                                  | Lunes a viernes laborables | Sábados laborables, domingos y festivos | Sábados laborables, domingos y festivos |
| Madrid > Cobeña > Algete                                    | Algete > Cobeña > Madrid   | Madrid > Cobeña > Algete                | Algete > Cobeña > Madrid                |
| 08:10                                                       | 07:20                      | 08:10                                   | 07:20                                   |
| 10:10                                                       | 09:20                      | 10:10                                   | 09:20                                   |
| 12:10                                                       | 11:20                      | 12:10                                   | 11:20                                   |
| 14:10                                                       | 13:20                      | 14:10                                   | 13:20                                   |
| 16:10                                                       | 15:20                      | 16:10                                   | 15:20                                   |
| 18:10                                                       | 17:20                      | 18:10                                   | 17:20                                   |
| 20:10                                                       | 19:20                      | 20:10                                   | 19:20                                   |
| 22:20                                                       | 21:20                      | 23:00                                   | 21:20                                   |
| 23:00                                                       | 23:40                      |                                         | 23:40                                   |
| Noches de viernes, sábados laborables y vísperas de festivo |                            |                                         |                                         |
| 02:00                                                       | 02:40                      | 02:00                                   | 02:40                                   |

1. 1 2 3 4 5 6 7 8 9 10 11 12  Desde/hasta superficie, por Alcobendas
2. 1 2 3 4 5 6  Sólo noches de sábados laborables
3. ↑  Por Urbanización Monte Tesoro
4. 1 2 3 4 5 6  Sólo noches de viernes y vísperas de festivo

## Recorrido y paradas

### Sentido Cobeña - Algete
La línea inicia su recorrido en el intercambiador subterráneo de Plaza de Castilla, en la dársena 6 (los servicios que parten desde la superficie del intercambiador de Plaza de Castilla lo hacen desde la dársena 42), en este punto se establece correspondencia con todas las líneas de los corredores 1 y 7 con cabecera en el intercambiador de Plaza de Castilla. En la superficie efectúan parada varias líneas urbanas con las que tiene correspondencia, y a través de pasillos subterráneos enlaza con las líneas 1, 9 y 10 del Metro de Madrid.
Tras abandonar los túneles del intercambiador subterráneo, la línea sale al paseo de la Castellana, donde tiene una primera parada frente al Hospital La Paz (subida de viajeros). A partir de aquí sale por la M-30 hasta el nudo de Manoteras y toma la vía de servicio de la A-1.
En la vía de servicio tiene 4 paradas que prestan servicio al área industrial y empresarial de la A-1 hasta llegar al km. 15, donde toma de vuelta la A-1. Circula por ella hasta tomar la salida 20 y se adentra en las afueras del casco urbano de San Sebastián de los Reyes, realizando una parada en el Hospital Infanta Sofía (en sentido sur) y da la vuelta para hacer una parada en el Centro Comercial Alegra y 2 en la N-1.
Los servicios que pasan por Alcobendas y San Sebastián de los Reyes circulan por la avenida Olímpica (1 parada), la calle de Francisca Delgado (sin paradas) y el bulevar Salvador Allende (sin paradas) hasta llegar a la rotonda de Moscatelares. En ella toma el paseo de Europa (6 paradas). Circula por el mismo parando en el Hospital Infanta Sofía (sentido norte) y continúa hacia el norte donde realiza las mismas paradas que el itinerario normal.
Volviendo al tramo común, en la N-1 realiza 2 paradas. Al final de la N-1, se desvía hacia la carretera M-100 en dirección a Algete (2 paradas). Circula por la carretera M-100 hasta desviarse y entrar a Cobeña antes de llegar al cruce con la carretera M-103. Circula por Cobeña por la calle del Olivo (3 paradas) y se desvía para volver a tomar la carretera M-103 hacia Algete. Antes de llegar a Algete para en el polideportivo municipal de Cobeña y finalmente llega al casco urbano de Algete.
Entra a Algete por la calle Mayor (1 parada), desviándose enseguida a la derecha por la calle del Caldo (1 parada), y al final de la misma gira para incorporarse a la Ronda de la Constitución (1 parada), donde tiene su cabecera en la esquina con la calle de Alcalá.
Las expediciones que pasan por la urbanización Monte Tesoro en Algete se desvían antes de llegar a la cabecera de la línea y toman la calle de Alcalá (1 parada) y la avenida del Cigarral (1 parada) antes de volver a la calle de Alcalá y terminar en la cabecera.
| Código                                                                                              | Zona | Localidad                  | Denominación                                          | Ubicación                                        | Líneas de la parada | Metro                  |
| --------------------------------------------------------------------------------------------------- | ---- | -------------------------- | ----------------------------------------------------- | ------------------------------------------------ | --- | ---------------------- |
| 17472G                                                                                              |      | Madrid                     | Intercambiador de Plaza de Castilla - Dársena 7       | Avenida de Asturias Nº2                          | 182 183 184 | Plaza de Castilla      |
| Cabecera de las expediciones que salen desde la superficie del Intercambiador de Plaza de Castilla  |      |                            |                                                       |                                                  | |                        |
| 18074A                                                                                              |      | Madrid                     | Intercambiador de Plaza de Castilla - Dársena 42      | Paseo de la Castellana Nº195                     | 42 49 181 182 183 N103 | Plaza de Castilla      |
| Paradas del itinerario normal                                                                       |      |                            |                                                       |                                                  | |                        |
| 3253                                                                                                |      | Madrid                     | Paseo de la Castellana - Hospital La Paz              | Paseo de la Castellana Nº304 - Acceso Nudo Norte | 173 174 176 151 152C 153 154C 155 155B 156 157 157C 159 161 171 181 182 183 184 185 191193194195196197N101 N102 N103 N104 | Begoña                 |
| 3261                                                                                                |      | Madrid                     | Avenida de Burgos - Avenida de Francisco Pi y Margall | Avenida de Burgos km. 10,3                       | 173 174 176 151 152C 153 154C 155 155B 156 157 157C 159 161 171 181 182 183 184 185 N101 N102 N103                        |                        |
| 06686                                                                                               |      | Madrid                     | Avenida de Burgos - Centro Comercial Sanchinarro      | Avenida de Burgos Nº133                          | 151 152C 153 154C 155 156 157 157C 158 159 161 171 181 182 183 184 185 N101 N102 N103                                     |                        |
| 06687                                                                                               |      | Madrid                     | Avenida de Burgos - Dominicos                         | Avenida de Burgos km. 11,3                       | 151 152C 153 154C 155 156 157 157C 158 159 161 171 181 182 183 184 185 N101 N102 N103                                     |                        |
| 06689                                                                                               |      | Alcobendas                 | Carretera A-1 - Calle de Cuesta Blanca                | Carretera de Irún km. 13,7                       | 151 152C 153 154C 156 158 159 161 171 181 182 183 184 185 N101 N102 N103                                                  |                        |
| Los servicios que pasan por Alcobendas y San Sebastián de los Reyes realizan las siguientes paradas |      |                            |                                                       |                                                  | |                        |
| 06692                                                                                               |      | Alcobendas                 | Avenida Olímpica - Pabellón deportivo                 | Avenida Olímpica Nº3A                            | 151 152C 153 154 154C 156 158 161 171 181 182 183 191193194195196197N103 N104VAC-242                                      |                        |
| 15192                                                                                               |      | San Sebastián de los Reyes | Paseo de Europa - Avenida del Juncal                  | Paseo de Europa Nº26                             | 152C 154 156 161 180 181 182 183 191193194195196197N103 N1044 7                                                           |                        |
| 06693                                                                                               |      | San Sebastián de los Reyes | Paseo de Europa - Calle de María Santos Colmenar      | Paseo de Europa S/Nº                             | 152C 154 156 161 180 181 182 183 191 193 194 195 196 197 N103 N104 VAC-2424 7                                             |                        |
| 17237                                                                                               |      | San Sebastián de los Reyes | Paseo de Europa - Calle de Leopoldo Gimeno            | Paseo de Europa Nº26                             | 152C 154 156 161 180 181 182 183 N103 4 7                                                                                 |                        |
| 12421                                                                                               |      | San Sebastián de los Reyes | Paseo de Europa - Avenida de los Montes de Oca        | Paseo de Europa Nº14                             | 171 180 181 182 183 191193194195196197N103 N104                                                                           |                        |
| 11402                                                                                               |      | San Sebastián de los Reyes | Paseo de Europa - Glorieta de Antoni Gaudí            | Paseo de Europa Nº7                              | 171 180 181 182 183 191193194195196197N103 N104                                                                           |                        |
| 17474                                                                                               |      | San Sebastián de los Reyes | Paseo de Europa - Hospital Infanta Sofía              | Paseo de Europa Nº11                             | 152C 161 166 171 180 181 182 183 191193194195196197210 N103 N104                                                          | Hospital Infanta Sofía |
| Paradas del itinerario normal                                                                       |      |                            |                                                       |                                                  | |                        |
| 17025                                                                                               |      | San Sebastián de los Reyes | Paseo de Europa - Hospital Infanta Sofía              | Paseo de Europa Nº11                             | 166 171 180 181 182 183 184 191193194195196197210 N103 N104                                                               | Hospital Infanta Sofía |
| 16437                                                                                               |      | San Sebastián de los Reyes | Carretera Antigua de Burgos - Centro Comercial Alegra | N-1 km. 19,9                                     | 161 166 171 180 181 182 183 185 191193194195196197210 N103 N104                                                           |                        |
| 06694                                                                                               |      | San Sebastián de los Reyes | Carretera Antigua de Burgos - La Granjilla            | N-1 km. 20,3                                     | 161 166 171 180 181 182 183 185 N103                                                                                      |                        |
| 06695                                                                                               |      | San Sebastián de los Reyes | Carretera Antigua de Burgos - Caravanas               | N-1 km. 21,9                                     | 161 166 171 180 181 182 183 185 N103                                                                                      |                        |
| 10227                                                                                               |      | San Sebastián de los Reyes | Carretera M-100 - Camino viejo de Barajas             | M-100 km. 22,2                                   | 180 181 182 183 184 185 197 210 N103                                                                                      |                        |
| 06736                                                                                               |      | San Sebastián de los Reyes | Carretera M-100 - El Casetón                          | M-100 km. 21,6                                   | 180 181 182 183 184 185 197 210 N103                                                                                      |                        |
| 17986                                                                                               |      | Cobeña                     | Carretera M-103 - Urbanización El Mirador de Cobeña   | M-103 km. 3,1                                    | 183 185 263 |                        |
| 06738                                                                                               |      | Cobeña                     | Calle del Olivo - Clínica Municipal                   | Calle del Olivo Nº14                             | 183 185 263 |                        |
| 10026                                                                                               |      | Cobeña                     | Carretera M-118 - Camino de la Dehesa                 | Calle del Olivo Nº2D                             | 183 185 263 |                        |
| 11949                                                                                               |      | Cobeña                     | Carretera M-103 - Polideportivo                       | Carretera M-103 km. 5,9                          | 183 185 254 263 FS2 |                        |
| 06740                                                                                               |      | Algete                     | Calle Mayor - Calle de San Juan de la Cruz            | Calle Mayor Nº50                                 | 180 181 182 183 185 263                                                                                                   |                        |
| 13074                                                                                               |      | Algete                     | Calle del Caldo - Casa de la Juventud                 | Calle del Caldo s/n                              | 180 181 182 183 263 N103 i1                                                                                               |                        |
| Los servicios que pasan por la Urbanización Monte Tesoro realizan las siguientes paradas            |      |                            |                                                       |                                                  | |                        |
| 11689                                                                                               |      | Algete                     | Calle de Alcalá - Calle Ronda de la Constitución      | Calle de Alcalá Nº11                             | 181 183 i1 |                        |
| 11690                                                                                               |      | Algete                     | Avenida del Cigarral - Urbanización Monte Tesoro      | Avenida del Cigarral Nº45                        | 181 183 i1 |                        |
| Terminal del itinerario normal                                                                      |      |                            |                                                       |                                                  | |                        |
| 06741                                                                                               |      | Algete                     | Calle Ronda de la Constitución - Calle de Alcalá      | Calle Ronda de la Constitución Nº137             | 180 181 182 183 263 N103 i1                                                                                               |                        |

1. ↑  A efectos de nomenclatura, para las líneas de la EMT esta parada se llama Paseo de la Castellana - Nudo Norte
2. 1 2 3 4 5 6 7 8 9 10 11 12 13 14 15 16 17 18 19 20 21 22 23 24 25 26 27 28 29 30 31 32 33 34 35 36 37 38 39 40 41 42 43 44 45 46 47 48 49 50 51  Solo permite la subida de viajeros
3. 1 2 3 4 5 6 7  Sólo permite el descenso de viajeros

### Sentido Madrid (Plaza de Castilla)
Partiendo de su cabecera en la calle Ronda de la Constitución de Algete, la línea circula por la misma (1 parada) girando por la calle San Roque hasta llegar a la plaza de la Constitución (1 parada), donde se incorpora a la calle Mayor (1 parada), saliendo de Algete con dirección a Cobeña por la carretera M-103.
A partir de aquí el recorrido es igual al de ida pero en sentido contrario exceptuando en determinados puntos:
- Dentro de Alcobendas, circula por el bulevar de Salvador Allende en lugar de por la avenida Olímpica, antes de salir a la vía de servicio de la A-1.
- En la vía de servicio de la A-1 realiza adicionalmente las paradas 06864 - Carretera A-1 - El Encinar de los Reyes y 3265 - Avenida de Burgos Nº87 - Paso Elevado. Las parejas de las paradas 06864 y 3265 no se realizan a la ida.

| Código                                                                                              | Zona | Localidad                  | Denominación                                                  | Ubicación                                  | Líneas de la parada                                                                                       | Metro                  |
| --------------------------------------------------------------------------------------------------- | ---- | -------------------------- | ------------------------------------------------------------- | ------------------------------------------ | --- | ---------------------- |
| 06741                                                                                               |      | Algete                     | Calle Ronda de la Constitución - Calle de Alcalá              | Calle Ronda de la Constitución Nº137       | 180 181 182 183 263 N103 i1                                                                               |                        |
| 11698                                                                                               |      | Algete                     | Calle Ronda de la Constitución - Calle de la Fuente del Noque | Calle Ronda de la Constitución Nº113       | 180 181 182 183 263 N103 i1                                                                               |                        |
| 06743                                                                                               |      | Algete                     | Plaza de la Constitución - Biblioteca                         | Plaza de la Constitución Nº5               | 180 181 182 183 263 N103 i1                                                                               |                        |
| 06744                                                                                               |      | Algete                     | Calle Mayor - Parque de los Olivos                            | Calle Mayor Nº50                           | 180 181 182 183 185 263 N103                                                                              |                        |
| 11948                                                                                               |      | Cobeña                     | Carretera M-103 - Polideportivo                               | Carretera M-103 km. 5,9                    | 183 185 254 263 FS2 N103                                                                                  |                        |
| 10025                                                                                               |      | Cobeña                     | Calle del Olivo - Plaza de las Eras de Arriba                 | Calle del Olivo Nº1                        | 183 185 263 N103                                                                                          |                        |
| 12621                                                                                               |      | Cobeña                     | Calle del Olivo - Clínica Municipal                           | Calle del Olivo Nº16                       | 183 185 263 N103                                                                                          |                        |
| 17985                                                                                               |      | Cobeña                     | Carretera M-103 - Urbanización El Mirador de Cobeña           | M-103 km. 3,1                              | 183 185 263 N103                                                                                          |                        |
| 06747                                                                                               |      | San Sebastián de los Reyes | Carretera M-100 - El Casetón                                  | M-100 km. 21,6                             | 180 181 182 183 184 185 197210N103                                                                        |                        |
| 10228                                                                                               |      | San Sebastián de los Reyes | Carretera M-100 - Camino viejo de Barajas                     | M-100 km. 22,4                             | 180 181 182 183 184 185 197210N103                                                                        |                        |
| 06749                                                                                               |      | San Sebastián de los Reyes | Carretera Antigua de Burgos - Granja Escuela                  | N-1 km. 21,9                               | 161 166 171 180 181 182 183 184 185 N103                                                                  |                        |
| 06750                                                                                               |      | San Sebastián de los Reyes | Carretera Antigua de Burgos - La Granjilla                    | N-1 km. 20,4                               | 161 166 171 180 181 182 183 184 185 N103                                                                  |                        |
| 16438                                                                                               |      | San Sebastián de los Reyes | Carretera Antigua de Burgos - Centro Comercial Alegra         | N-1 km. 19,9                               | 166 171 180 181 182 183 184 185 191193194195196197210N103 N104                                            |                        |
| 17025                                                                                               |      | San Sebastián de los Reyes | Paseo de Europa - Hospital Infanta Sofía                      | Paseo de Europa Nº11                       | 166 171 180 181 182 183 184 191193194195196197210N103 N104                                                | Hospital Infanta Sofía |
| Los servicios que pasan por Alcobendas y San Sebastián de los Reyes realizan las siguientes paradas |      |                            |                                                               |                                            | |                        |
| 10019                                                                                               |      | San Sebastián de los Reyes | Paseo de Europa - Glorieta de Antoni Gaudí                    | Paseo de Europa Nº7                        | 171 180 181 182 183 184 191193194195196197N103 N104                                                       |                        |
| 12422                                                                                               |      | San Sebastián de los Reyes | Paseo de Europa - Avenida de los Montes de Oca                | Paseo de Europa Nº1                        | 171 180 181 182 183 184 191193194195196197N103 N104                                                       |                        |
| 17238                                                                                               |      | San Sebastián de los Reyes | Paseo de Europa - Calle de Leopoldo Gimeno                    | Paseo de Europa Nº26                       | 152C 156 161 171 180 181 182 183 184 N102 N103 4 5                                                        |                        |
| 06751                                                                                               |      | San Sebastián de los Reyes | Paseo de Europa - Parque Picos de Olite                       | Paseo de Europa Nº26                       | 152C 156 161 171 180 181 182 183 184 191 193 194 195 196 197 N102 N103 N104 VAC-2424 5                    |                        |
| 15191                                                                                               |      | San Sebastián de los Reyes | Paseo de Europa - Avenida de España                           | Paseo de Europa Nº26                       | 152C 156 161 171 180 181 182 183 184 191193194195196197N102 N103 N1044 5                                  |                        |
| 06752                                                                                               |      | Alcobendas                 | Bulevar de Salvador Allende - Calle de Soria                  | Bulevar de Salvador Allende Nº19           | 181 182 183 184 191193194195196197N103 N104VAC-242                                                        |                        |
| Paradas del itinerario normal                                                                       |      |                            |                                                               |                                            | |                        |
| 06863                                                                                               |      | Alcobendas                 | Carretera A-1 - Calle de Cuesta Blanca                        | Carretera de Irún km. 14,2                 | 151 152C 153 154C 156 158 159 161 171 181 182 183 184 185 N101 N102 N103                                  |                        |
| 06864                                                                                               |      | Alcobendas                 | Carretera A-1 - El Encinar de los Reyes                       | Carretera de Irún km. 13                   | 151 152C 153 154C 155 156 158 159 161 171 181 182 183 184 185 N101 N102 N103                              |                        |
| 06865                                                                                               |      | Madrid                     | Avenida de Burgos - Dominicos                                 | Avenida de Santo Domingo de la Calzada Nº1 | 151 152C 153 154C 155 156 157 157C 158 159 161 171 181 182 183 184 185 N101 N102 N103                     |                        |
| 50000                                                                                               |      | Madrid                     | Avenida de Burgos - Centro Financiero                         | Avenida de Burgos Nº135                    | 151 152C 153 154C 155 156 157 157C 158 159 161 171 181 182 183 184 185 N101 N102 N103                     |                        |
| 3602                                                                                                |      | Madrid                     | Avenida de Burgos Nº93                                        | Avenida de Burgos km. 10,1                 | 173 174 176 SE833 151 152C 153 154C 155 155B 156 157 157C 159 161 171 181 182 183 184 185 N101 N102 N103  |                        |
| 3265                                                                                                |      | Madrid                     | Avenida de Burgos Nº87 - Paso Elevado                         | Avenida de Burgos Nº87                     | 173 174 176 SE833 151 152C 153 154C 155 155B 156 157 157C 159 161 171 181 182 183 184 185 N101 N102 N103  |                        |
| 10550                                                                                               |      | Madrid                     | Paseo de la Castellana - Hospital La Paz                      | Paseo de la Castellana Nº296               | 151 152C 153 154C 155 155B 156 157 157C 159 161 181 182 183 184 185 191193194195196197N101 N102 N103 N104 | Begoña                 |
| Terminal de las expediciónes que terminan en la superficie del Intercambiador de Plaza de Castilla  |      |                            |                                                               |                                            | |                        |
| 18074                                                                                               |      | Madrid                     | Intercambiador de Plaza de Castilla                           | Paseo de la Castellana Nº195               | Descenso antes de la dársena 42                                                                           | Plaza de Castilla      |
| Terminal del itinerario normal                                                                      |      |                            |                                                               |                                            | |                        |
| 17472                                                                                               |      | Madrid                     | Intercambiador de Plaza de Castilla                           | Avenida de Asturias Nº2                    | Descenso en las dársenas 8, 9 y 10.                                                                       | Plaza de Castilla      |

1. 1 2 3 4 5 6 7 8 9 10 11 12 13 14 15 16 17 18 19 20 21 22 23 24 25 26 27 28 29 30 31 32 33 34 35 36 37 38 39 40 41 42 43 44 45 46 47 48 49 50 51 52 53 54 55 56 57  Solo permite el descenso de viajeros
2. ↑  A efectos de nomenclatura, para las líneas de la EMT esta parada se llama Avenida de Burgos - Avenida de Manoteras